# 금산 (경남)
금산(錦山)은 대한민국 경상남도 남해군 상주면에 있는 높이 681m의 화강암 산이다. 원래는 원효가 이 산에 보광사라는 절을 세웠기 때문에 '보광산'이라고도 불렸지만, 이성계가 비단을 덮었다고 해서 조선 시대부터 금산이라고 불리게 되었다.
다도해에서 유일하게 체적이 큰 화강암 산임에도 불구하고 토산 성격이 강해 남해안에서 가장 큰 규모의 낙엽수 군락을 이루고 있다.

## 개요
『남해 금산』은 지리산맥이 남쪽으로 뻗어내려 형성된 산으로 원래 원효대사가 이곳에 보광사라는 사찰을 지은 뒤 산 이름이 보광산으로 불리어 왔다. 금산이라 불리게 된 유래는 다음과 같다.
고려말 태조 이성계가 백두산과 지리산에 들어가 왕이 되게 해 달라고 산신에게 빌었으나, 들어주지 않자, 마지막으로 이곳에 와 빌면서 만약 산신령에게 왕이 되면 이 산 전체를 비단으로 둘러 주겠다고 약속했다. 하지만 이성계는 막상 왕이 된 후 나라의 비단을 다 모아도 산을 두를 수 없기에 고민에 빠졌었다. 그러자 신하 하나가 산의 이름을 '비단 금'자에 '뫼 산'자를 써서 금산(錦山)으로 고치면 영원히 비단에 싸인 산이 되지 않겠느냐고 제안하면서, 산의 이름이 금산이 되었다고 한다.
금산은 영남에서는 합천의 가야산, 방장산(지리산)과 자웅을 겨루고 중국의 남악(南嶽)에 비견되기도 했으며, 바다 속의 신비한 명산이라 하여 ‘소금강산’ 혹은 작은 ‘봉래산(蓬萊山)’이라고 부르기도 했다. 금산이 작은 봉래산이라는 이름을 얻을 만큼 명산으로 칭송을 받게 된 것은 멀리 떨어진 남해의 섬 속에서 다시 아득한 섬과 바다를 눈 앞에 두고 우뚝하게 솟은 돌산이라는 점에서 유람객에게 속세를 떠난 신비감을 주기 때문인 것으로 보인다.
이 밖에도 신라 고승인 원효대사, 의상대사, 윤필거사 등이 이곳에서 수도를 하였다고 전해지고, 중국 진시황의 불로초를 구하기 위해 이곳을 왔다갔다는 서불의 이야기가 담긴 ‘서불과차암’과 춘·추분 때만 볼 수 있다는 노인성(인간의 수명을 관장한다는 별, 老人星 또는 壽星)과 관련된 전설 등 신비스런 전설이 많은 곳이며, 전국의 3대 기도도량인 보리암이 위치하는 등 상징적인 의미가 많은 명승지이다.

## 지질
금산은 다도해에서 유일한 큰 체적의 화강암 산임에도 불구하고 토산 성격이 강해 남해안에서 가장 큰 규모의 낙엽수 군락을 이루고 있다. 가을이면 마치 오색 자수판을 보는 듯하며 대규모의 낙엽수림이 화강암의 기암괴석과 어우러져 뛰어난 자연경관을 자아낸다.

## 명승 지정사유
수십 편의 금산유람록이 전해지는 우리나라 명산의 하나로 아득한 다도해의 섬과 바다가 그림같이 한눈에 펼쳐지고, 오색 자수판을 보는 듯한 낙엽수림과 특이한 형상의 기암괴석이 어우러져 뛰어난 자연경관을 보여준다.
태조 이성계가 금산에서 백일기도를 한 후 등극하여 보광산이란 이름을 비단을 두른다는 뜻에서 '금산(錦山)'이라 붙였다고 전하며, 수많은 시인묵객들의 유람기와 시가 전하는 등 역사적 가치가 큰 명소이다.
중국 진시황의 불로초를 구하기 위해 이곳을 왔다간 서불이 남긴 '서불과차암'과 춘추분 때만 볼 수 있다는 노인성과 관련된 전설 등 신비감을 주는 영산(靈山)으로 상징적인 가치가 크다.

## 명소

### 보리암
통일신라 신문왕 3년(683년) 원효대사가 세웠다고 하는 사찰이다. 낙산사 홍연암, 강화도 보문사와 더불어 우리나라 3대 관응 신앙의 성지로 꼽힌다.

### 금산산장

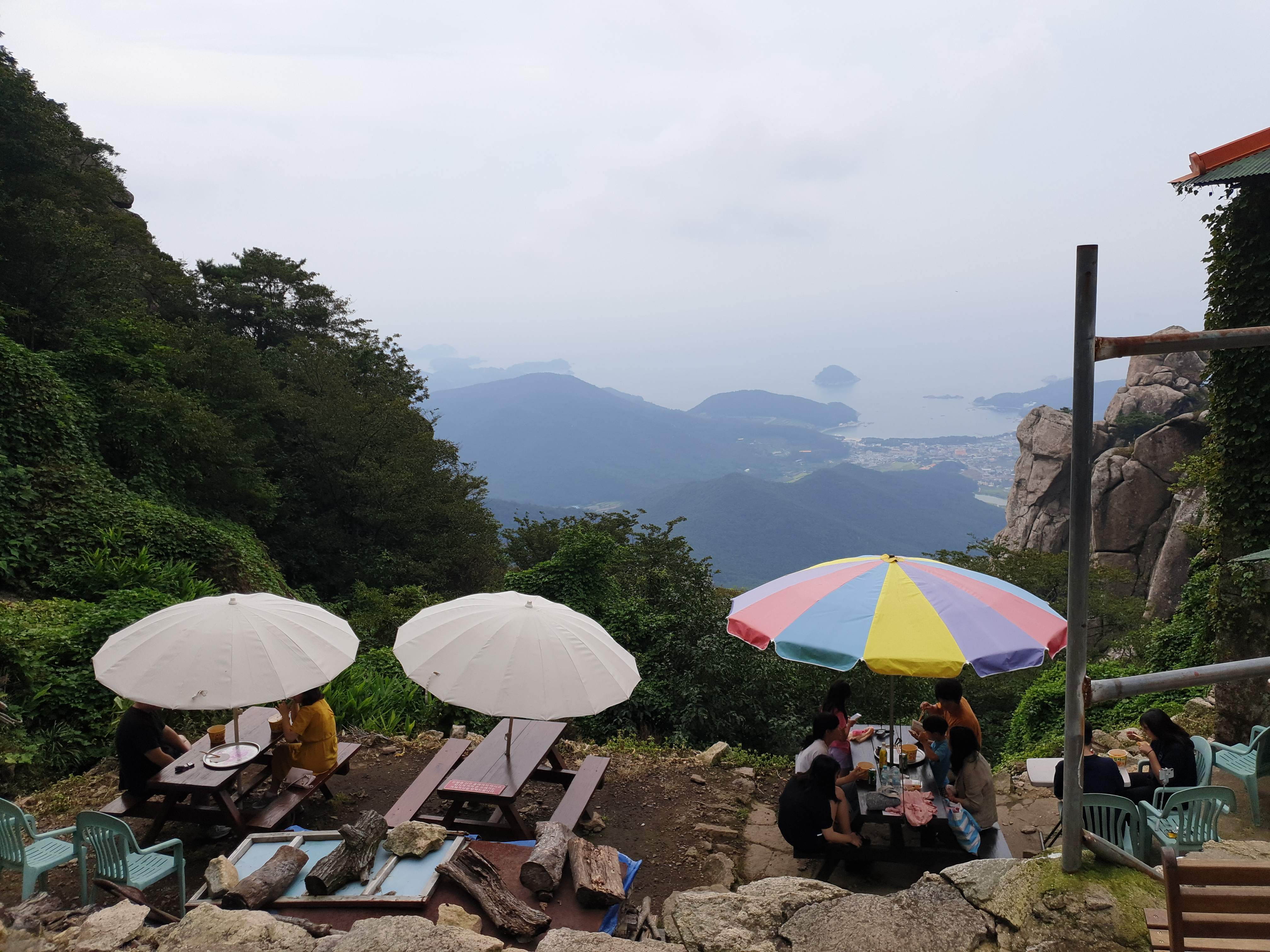
금산산장

보리암에서 상사바위 가는 길목에 위치한 산장이다. 컵라면을 판매하며, 산장 앞마당에 나무 벤치와 테이블에서 남해 앞바다를 감상할 수 있다. 과거에는 숙박도 가능했으나 지금은 음식만 판매하고 있다. 한려해상국립공원 내 위치해 술을 판매하지 않는다.

## 여담
이성복 시인이 1986년 발표한 "남해금산"이라는 시가 유명하다.

## 사진

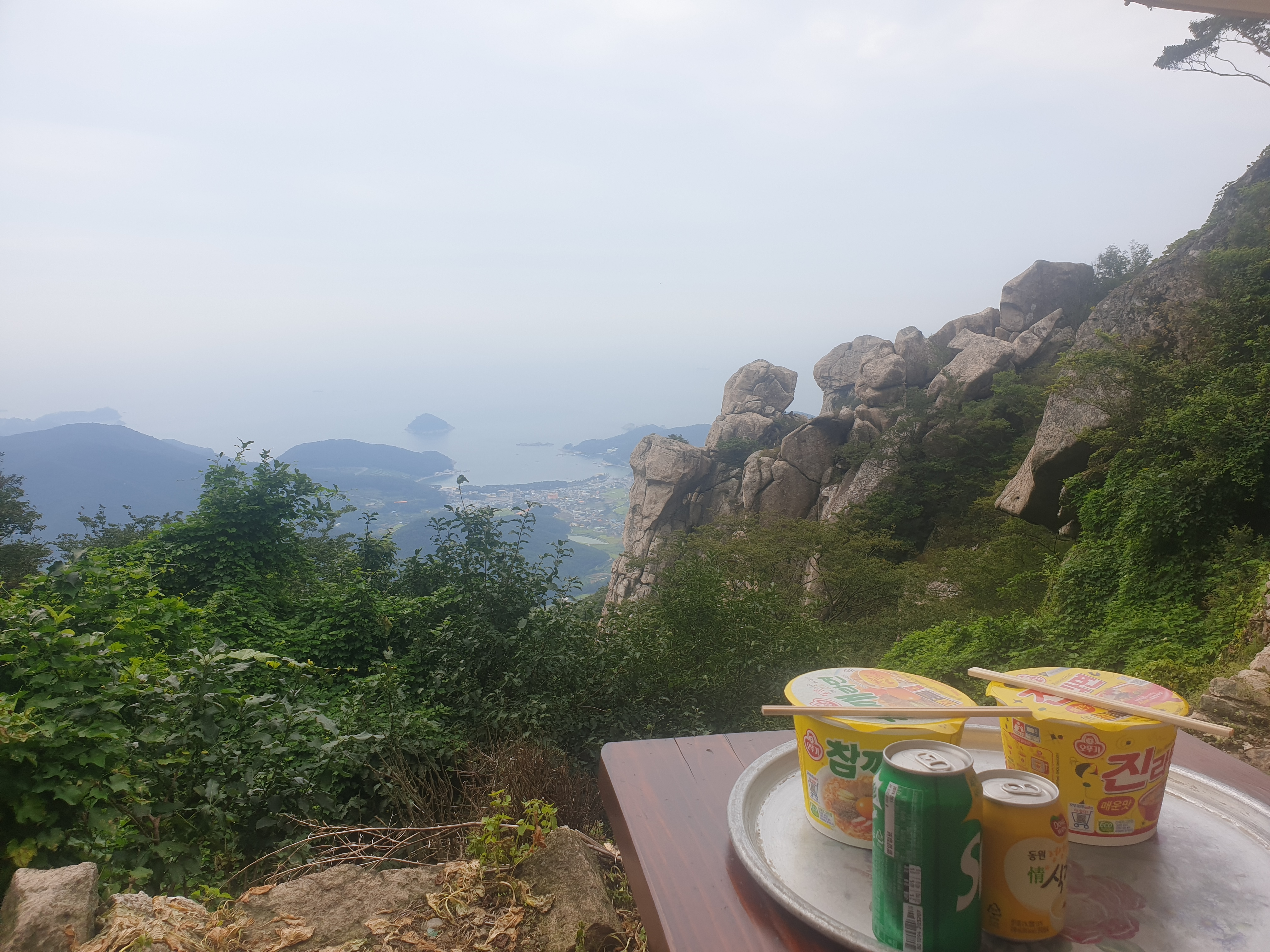
2019년 9월 남해 금산산장

## 참고 자료
- 금산 - 국가유산청 국가유산포털
- 한국의 산하-금산 보관됨 2006-09-04 - 웨이백 머신